# Justinien Trouvé ou le Bâtard de Dieu
Pour plus de détails, voir Fiche technique et Distribution.
Justinien Trouvé ou le Bâtard de Dieu est un film français de Christian Fechner, sorti le 15 septembre 1993 en France. Il s'agit d'une adaptation du roman Dieu et nous seuls pouvons, de l'auteur français Michel Folco. L'accroche du film est « sa naissance est un mystère, son destin une légende ».
C'est le seul long métrage réalisé par le producteur Christian Fechner, et ce n'est que la deuxième fois où il est scénariste, après Bons baisers de Hong Kong, réalisé par Yvan Chiffre et sorti en 1975.

## Synopsis
Un soir de 1683, alors qu'une tempête fait rage, un mystérieux cavalier dépose un nourrisson à l'entrée d'un monastère. Le gardien de la porte découvre avec horreur que le nez du nouveau-né a été coupé. Après lui avoir porté secours avec ses fidèles, le Grand vigilant baptise puis nomme l'enfant Justinien Trouvé et le confie au couple Coutouly dont l'époux, Martin, est un ancien marin.

## Fiche technique
- Réalisateur : Christian Fechner
- Scénario : Christian Fechner d'après le roman Dieu et nous seuls pouvons de Michel Folco
- Décors : Jacques Bufnoir
- Costumes : Pierre-Yves Gayraud
- Photographie : Claude Agostini
- Musique : Germinal Tenas et Gilles Tinayre
- Montage : Roland Baubeau
- Format : couleurs
- Pays de production :  France
- Genre : aventures
- Durée : 160 minutes
- Date de sortie : 
  - France : 15 septembre 1993

## Distribution
- Pierre-Olivier Mornas : Justinien Trouvé
  - Hervé Ginioux : Justinien enfant
- Bernard-Pierre Donnadieu : Martin Coutouly
- Kathie Kriegel : Madame Coutouly
- Ticky Holgado : Beaulouis
- Bernard Haller : le juge Cressayet
- Patrice Valota : le baron Raoul
- Roland Blanche : Galine
- Didier Pain : le prévôt
- Marc Dudicourt : le Marquis
- Zouc : Laragne-Garou
- Valérie Stroh : Dame Églantine
- Chick Ortega : Baldo Cabanon
- Maurice Barrier : Vitou Calamar
- Maxime Leroux : le capitaine des archers
- Bernard Farcy : Biensobre
- Jean-Claude Bouillaud : le quéreur de pardon
- Jean Martin : l'abbé
- Michel Peyrelon : le préfet des mœurs
- Henri Génès : grand vigilant
- Jean-François Dérec : le greffier
- Jean-Guy Fechner : l'aumonier
- Jacques Herlin : prélat
- Anne Clément
- Pierre Baton

## Production

### Origines
Le film est librement inspiré d'une partie du livre de Michel Folco : Dieu et nous seuls pouvons. Ce dernier signe d'ailleurs une partie du scénario. Le livre est en fait découpé en deux grandes parties. La première (3 premiers chapitres) raconte l'histoire de Justinien Trouvé, enfant abandonné qui deviendra bourreau de Bellerocaille sous le nom de Justinien Pibrac. La deuxième se place au début du XXe siècle (1906) et explique les aventures des descendants Pibrac, l'une des plus grandes lignées de bourreaux.
L'action du livre se place dans la baronnie imaginaire de Bellerocaille dans le Rouergue, le film place lui cette baronnie dans le Gévaudan. La fin du film présente là aussi une différence très importante par rapport au livre.

### Tournage

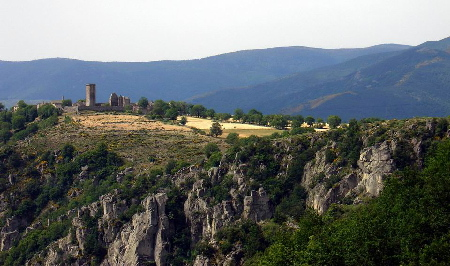
Le village de la Garde-Guérin

Le film a été principalement tourné au village de la Garde-Guérin, à l'est de la Lozère, dans l'ancienne province du Gévaudan. Après le tournage, les décors du films ont par ailleurs été laissés durant une période.
La scène finale a été tournée à la chute du Ray-Pic, en Ardèche.

## Réception

### Fréquentation en France
Eu égard à son budget important, le film n'a pas connu un très grand succès en France. Ainsi le box-office affiche 372 710 entrées France

### Adaptation à l'étranger
Le film est sorti dans d'autres pays sous les noms suivants :
- O Bastardo de Deus (Brésil)
- Justinien Trouve, or God's Bastard (version anglophone)

### Récompenses, nominations
Le film a été nommé à la cérémonie des César 1994 dans la catégorie meilleurs décors, César remporté finalement par Jacques Saulnier pour Smoking / No Smoking.

## Discographie
- D'abord éditée sur CD chez Philips, la bande originale du film Justinien Trouvé, d'une durée ramenée à 65 minutes, a été rééditée chez Disques Cinémusique en 2014 avec la participation du compositeur Germinal Tenas. Voir la présentation en ligne.